# Lil Yachty
Lil Yachty, pseudonimo di Miles Parks McCollum (Mableton, 23 agosto 1997), è un rapper statunitense.
È considerato uno degli artisti più influenti della scena trap americana.

## Biografia
Nato e cresciuto in Georgia, inizia a farsi apprezzare nel mondo della musica nel 2015, quando pubblica su SoundCloud una sua prima versione del brano One Night.
Nel marzo 2016 pubblica il suo primo mixtape dal titolo Lil Boat, contenente la sua hit 1 Night. Nell'aprile seguente collabora con DRAM per la hit Broccoli. Inoltre partecipa al mixtape Coloring Book di Chance the Rapper.
Nel giugno 2016 firma un contratto discografico con Quality Music, Capitol Records e Motown Records.
Nel luglio 2016 pubblica il secondo mixtape, Summer Song 2. Nel mese di dicembre viene pubblicato il singolo iSpy di Kyle, in cui partecipa con un "featuring".
Nell'aprile 2017 incide assieme a Rico Nasty il brano Mamacita estratto dal film Fast & Furious 8.
Il 26 maggio 2017 pubblica il suo primo album in studio Teenage Emotions. Nel disco collaborano Migos, YG, Kamaiyah, Diplo, Grace e Sonyae Elise.
A ottobre dello stesso anno collabora con Calvin Harris e Kehlani al singolo Faking It.
Collabora con Lil Pump, realizzando il brano Back ch'è stato inserito nel mixtape Lil Pump.
Nel marzo 2018 pubblica l'album Lil Boat 2.
Nello stesso mese, collabora come ospite assieme a Danielle Bregoli, in arte Bhad Bhabie, nella hit Gucci Flip Flops. Il 23 agosto 2018, ha annunciato le date statunitensi del The Disrespect Tour, da eseguire assieme a Bhad Bhabie tra ottobre e novembre dello stesso anno.
Il 20 maggio del 2020 annuncia il suo nuovo album LB3 che verrà rilasciato il 29 maggio del medesimo anno.
Il 2 ottobre 2020 ritorna con il freestyle Coffin.
Nel gennaio 2023 viene pubblicato il quinto album in studio Let's Start Here, in cui il rapper si discosta nettamente dal suo genere di riferimento e per la prima volta abbraccia il rock psichedelico, con sonorità che rimandano in particolare allo stile space rock dei Pink Floyd.

## Vita privata
Yachty ha frequentato l'Alabama State University nell'autunno 2015, ma si è ritirato per seguire la sua carriera musicale.
In un'intervista del 2016 per la CNN, Yachty ha espresso il proprio sostegno a Bernie Sanders nelle elezioni presidenziali del 2016 elogiando Sanders nel suo lavoro durante il movimento per i diritti civili.

### Riconoscimenti
Yachty è apparso come ospite in uno spot di Sprite con LeBron James, dove è visto in una grotta di ghiaccio suonare il pianoforte. Lil Yachty è stato scelto per essere il volto della nuova collezione Nautica e Urban Outfitters. Yachty è anche apparso nel video It Takes Two con Carly Rae Jepsen per Target.

### Questioni legali

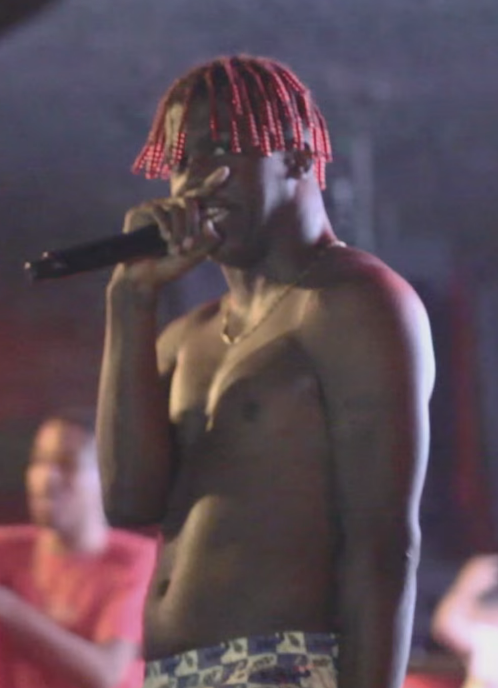
Lil Yachy nel maggio 2016

Il 1º settembre 2015, Yachty e un altro uomo furono arrestati in un centro commerciale a Palm Beach Gardens, in Florida per frode con carta di credito; Yachty fu rilasciato dopo aver dato un deposito cauzionale di 11000 $. Secondo Yachty, le accuse furono in seguito chiuse.

## Stile musicale
Lil Yachty ha definito il suo stile "Bubblegum Trap". Le sue canzoni hanno suoni campionati che vanno da Mario Bros., Charlie Brown, il tema di Rugrats, e il suono di avvio di una console GameCube. Altri temi nei suoi lavori includono nuvole, zucchero filato, il Super Nintendo e scene di film Pixar. Il suo amico TheGoodPerry è fortemente coinvolto nella produzione delle sue canzoni. Lo stile di Yachty è stato anche descritto come mumble rap.
Rolling Stone ha descritto la sua musica come "brani orecchiabili, intenzionalmente sinestetici, pieni di vizi di colore in una cantilena orgogliosamente amatoriale". The Guardian ha definito la sua musica "divertente, rap pop-up prima ignaro del songcraft e della struttura che non si prende troppo sul serio, con scarso interesse per l'eredità e ancor meno per il canone del rap".

## Discografia

### Album in studio
- 2017 – Teenage Emotions
- 2018 – Lil Boat 2
- 2018 – Nuthin' 2 Prove
- 2020 – Lil Boat 3
- 2023 – Let's Start Here
- 2024 – Bad Cameo (con James Blake)

### Mixtape
- 2016 – Lil Boat
- 2016 – Summer Songs 2
- 2020 – A-Team (con Zaytoven, Lil Keed e Lil Gotit)
- 2021 – Michigan Boy Boat

### EP
- 2015 – Summer Songs
- 2015 – Hey Honey Let's Spend Wintertime On a Boat (con Wintertime Zi)
- 2016 – Big Boat (con 88rising)
- 2016 – Lil Boat's Birthday Mix
- 2016 – Lost Files (con Digital Nas)
- 2017 – Birthday Mix 2.0
- 2018 – Birthday Mix 3
- 2019 – The Lost Files 2 (con Digital Nas)
- 2019 – Birthday Mix 4
- 2020 – Birthday Mix 5
- 2021 – Birthday Mix 6

### Singoli

#### Come artista principale
- 2016 – 1 Night
- 2016 – Minnesota (feat. Quavo, Skippa da Filippa e Young Thug)
- 2017 – Harley
- 2017 – Peek a Boo (feat. Migos)
- 2017 – Bring It Back
- 2017 – X Men (feat. Evander Griiim)
- 2017 – Ice Tray (con Quality Control e Quavo)
- 2018 – Who Want the Smoke? (con Cardi B e Offset)
- 2019 – Go Krazy, Go Stupid Freestyle
- 2020 – Hightop Shoes (con Lil Keed e Zaytoven)
- 2020 – Oprah's Bank Account (con DaBaby feat. Drake)
- 2020 – Split/Whole Time
- 2020 – Not Regular (con Sada Baby)
- 2021 – "Love Music"

### Collaborazioni
- 2017 – Faking It (Calvin Harris feat. Kehlani e Lil Yachty)
- 2018 – Gucci Flip Flops (Bhad Bhabie feat. Lil Yachty)

## Filmografia parziale

### Film
- Non succede, ma se succede... (Long Shot), regia di Jonathan Levine (2019)
- How High 2, regia di Bruce Leddy (2019)

### Programmi televisivi
- Beast Games, nei panni di se stesso; stagione 1 episodio 5, Lotta alla conquista dell'isola privata, regia di Tyler Conklin e Kate Douglas-Walker (2024).